# Stefan Schumacher

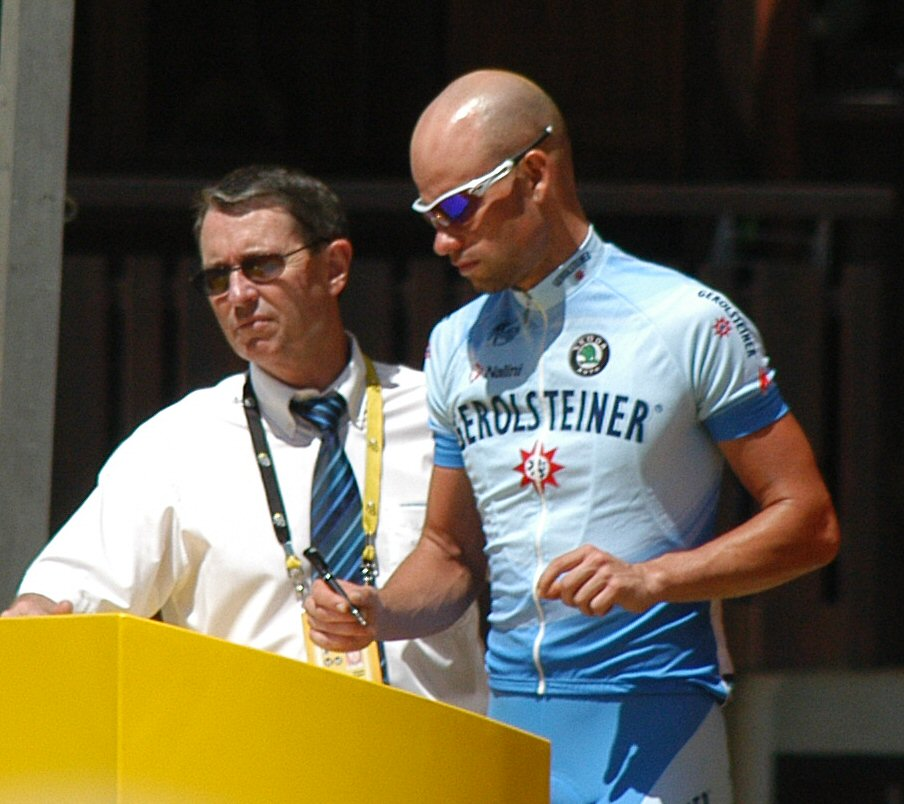
Stefan Schumacher inför etapp 8 under 2007 års Tour de France.

Stefan Schumacher, född 21 juli 1981 i Ostfildern-Ruit, är en tysk professionell tävlingscyklist. Schumacher är mest känd för sina oväntade segrar i bägge tempoloppen under Tour de France 2008. Senare kom det fram att han var dopad och hade använt sig av CERA, tredje generationens EPO. 
Schumacher är endagsspecialist och i april 2007 vann han vårklassikern Amstel Gold Race.

## Karriär

### 2002–2004
Stefan Schumacher blev professionell 2002 med Team Telekom. Under sitt första år vann han ungdomströjan i Fredsloppet, där han slutade åtta sammanlagt, och Niedersachsen Rundfahrt. När han inte gjorde några stora resultat året därpå ville inte Team Telekom förlänga kontraktet och tysken tävlade i stället för Team Lamonta under ett år. Han vann en etapp på Bayern Rundfahrt och vann också Druivenkoers Overijse. I de tyska nationsmästerskapen slutade han tvåa efter Andreas Klöden, som slutade tvåa sammanlagt i Tour de France kort därpå.

### 2005–2008
De bra resultaten ledde till att det nederländska stallet Shimano-Memory Corp valde att kontraktera Schumacher inför säsongen 2005. Han vann både Niedersachsen Rundfahrt och Ster Elektrotoer sammanlagt. Schumacher vann också fyra etapper på Rheinland-Pfalz Rundfahrt innan han slutligen vann tävlingen sammanlagt. Under Rheinland-Pfalz-Rundfahrt det året testades han dock positivt för dopning och var på väg att förlora sin vinst i tävlingen. Men Schumacher kom tillbaka till proffslivet när det visade sig att medicinen togs på grund av pollenallergi och inte var förbjuden vid tillfället.
Resultaten 2005 ledde till att det tyska UCI ProTour-stallet Gerolsteiner valde att kontraktera Schumacher inför säsongen 2006.
Stefan Schumacher tog bronsmedaljen på världsmästerskapen i Stuttgart 2007 efter guldmedaljören Paolo Bettini och tvåan Aleksandr Kolobnev. Sex dagar efter loppet åkte cyklisten fast för rattfylla. Tidigare på kvällen hade han varit på ett diskotek och festat med några kompisar innan han tog en taxi hem. När han inte kunde hitta sin flickvän hemma satte han sig i bilen för att leta rätt på henne men krockade i stället med ett staket. Polisen upptäckte också att Schumacher hade amfetamin i blodet, men det handlade inte om ett dopningsfall. Redan innan världsmästerskapen hade Schumacher problem med oregelbundna blodvärden och berättade då att han hade diarré.
Under säsongen 2008 vann Schumacher etapp 4 av Bayern Rundfahrt. Han vann också kriteriet Hohenheimer Schlossrennen. På Paris–Nice prolog slutade Schumacher trea efter Thor Hushovd och Markel Irizar Aranburu.
I juli 2008 vann Schumacher den första tempoetappen, etapp 4, på Tour de France. Han vann också tempoloppet på etapp 20 av det franska etapploppet framför världsmästaren i grenen Fabian Cancellara. Då han senare testades positivt för dopning så fråntogs han dock dessa etappsegrar.

### 2009
När huvudsponsorn och mineralvattentillverkaren Gerolsteiner Brunnen valde att sluta sponsra det tyska stallet Gerolsteiner efter säsongen 2008 fick cyklisterna i stallet börja leta efter en ny arbetsgivare, då det inte var säkert att stallet skulle kunna fortsätta. Schumacher blev kontrakterad av Quick Step från och med säsongen 2009. Men när det den 6 oktober 2008 kom fram uppgifter om att Schumacher samt Leonardo Piepoli testat positivt för CERA, en ny generation av EPO-dopning, under Tour de France 2008, så bestämde sig Quick Step att det inte skulle bli något av med det kontraktet.
Efter många turer blev det i februari 2009 känt att den franska antidopningsbyrån, AFDL, stängde av Schumacher från att tävla i Frankrike under en tvåårsperiod. UCI valde att följa AFDL:s avstängning och Schumacher blev avstängd under två år från cykelsporten, trots att han förnekade anklagelserna. Schumacher hamnade i ytterligare trubbel när det visade sig att han hade testats positivt för CERA även under de Olympiska sommarspelen 2008. I november 2009 blev det klart att Schumacher hade diskvalificerats från de Olympiska sommarspelen.

## Stall
- Team Telekom 2002–2003
- Team Lamonta 2004
- Shimano-Memory Corp 2005
- Gerolsteiner 2006-2008
- Miche 2010–2011
- Christina Watches-Onfone 2012–